# FAR EAST RHYMERS
FAR EAST RHYMERS（ファーイーストライマーズ）は、日本の3人組ブラックミュージックグループである。
2003年結成。京都出身。2006年11月ARTIMAGEからデビューミニアルバムをリリース。

## メンバー
TWO-K（ツーケー/MC）
- 京都において、ソロMCとして活動を開始。2008年2月20日よりダンスミュージックユニット「nawii」-ナウイ-にもMCとして参加。

Shinya（シンヤ/Vo、トラックメイカー）
- 3年間のソロ活動を経て、F.E.R.のMC兼トラックメイカーとして活動する。
- 3歳からピアノを習い始め、14歳でクラシックからジャズに興味を持つ。
- 大学時代にデザインを学んでおり、楽曲だけではなくアートワークも担当している。

DJ HIROSHI（ヒロシ/DJ、トラックメイカー）
- トラックメイク、LIVE DJを担当する。また、クラブDJとしてもHIP HOP/HOUSEを中心に都内イベントで活動をしている。

## ディスコグラフィー

### シングル
F.E.R. ZERO ～序奏～ ※TSUTAYA限定発売
発売：2006/11/01
型番：ARF-0001
収録曲：
[NON STOP MIX CD]
1. For Yourself
2. キンモクセイ
3. In the Morning (DEMO TRACK)

F.E.R. '07 SPRING LIMITED ※SOUL'd OUT Tour 2007 "Single Collection"会場限定発売
発売：2007/03～04
型番：ARF-0002
収録曲：
1. For Yourself ～ Come back 2 Me (Medley)
2. 少年時代 (Acoustic version)
3. Starting In Life (Demo Track)

### アルバム
between the sentence...
発売：2004/09/08
型番：XANTHOUS-001
収録曲：
1. Introduction...
2. High Way...
3. Chance comes once...
4. 砂時計...
5. One Day... Featuring Syoko (Baby Breath)

F.E.R.ONE ～響音～
発売：2006/11/15
型番：XNAR-10003
収録曲：
1. For Yourself 　※関西テレビ「ピンドン」  2006年11月度エンディングテーマ
2. キンモクセイ
3. Come Back 2 Me
4. The Roots 〜Instrument〜
5. 少年時代
6. Human Nature<Bonus track>
7. Knockin' At The Door (日本語バージョン)Friends of Love The Earth Project feat. YUMING & FAR EAST RHYMERS

F.E.R.TWO ～Starting In Life～
発売：2007/05/23
型番：XNAR-10004
収録曲：
1. Introduction
2. 虹色の世界
3. Starting In Life
4. Lose Control
5. In the Groove -Instrument-
6. Weekend
7. もっと
8. Ending

<Bonus track>Bonus Track. For Yourself（Master's Spring Tribal） ［Remixed by Shinnosuke（SOUL'd OUT）］
CD-EXTRA. LIVE MOVIE（少年時代,MUSIC）

F.E.R. Three 〜ねがい星〜
発売：2008/02/13
型番：XNAR-10007
収録曲：
1. Introduction
2. Sunshine
3. In the Morning
4. ねがい星
5. Interlude –F.E.R. style-
6. No Turning Back
7. Find the Way
8. 郷愁
9. I Wish

### フィーチャリング
- Knockin’At The Door(オールスター・バージョン)
- Knockin’At The Door(日本語バージョン)
Friends of Love The Earth Project『Knockin’At The Door』（2006年11月1日）

- The Source feat. Clench & Blistah, EIGO, ZANE, TWO-K
MAY'S 1stアルバム『Dreaming』内収録（2009年1月14日）

### WORKS
- STEVIE HOANG 2ndAL『All Night Long』 2009.9.26 /AVCD-23916/¥2,100 (tax in.)の

18. All Night Long-DJ Mike-Masa Remix- (＊国内盤ボーナストラック) にHIROSHIとShinyaがアレンジで参加.。(aroma名義)